# تشيال
تشيال هي بلدة في مقاطعة جيراقجي في ولاية قشقداريا في أوزبكستان.